# José Castellanos Contreras

Vlajka Mezinárodního výboru Červeného kříže

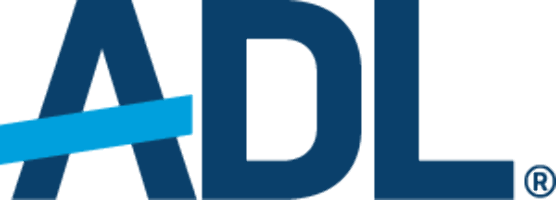
Logo Anti-Defamation League

Logo American Jewish Committee (AJC)

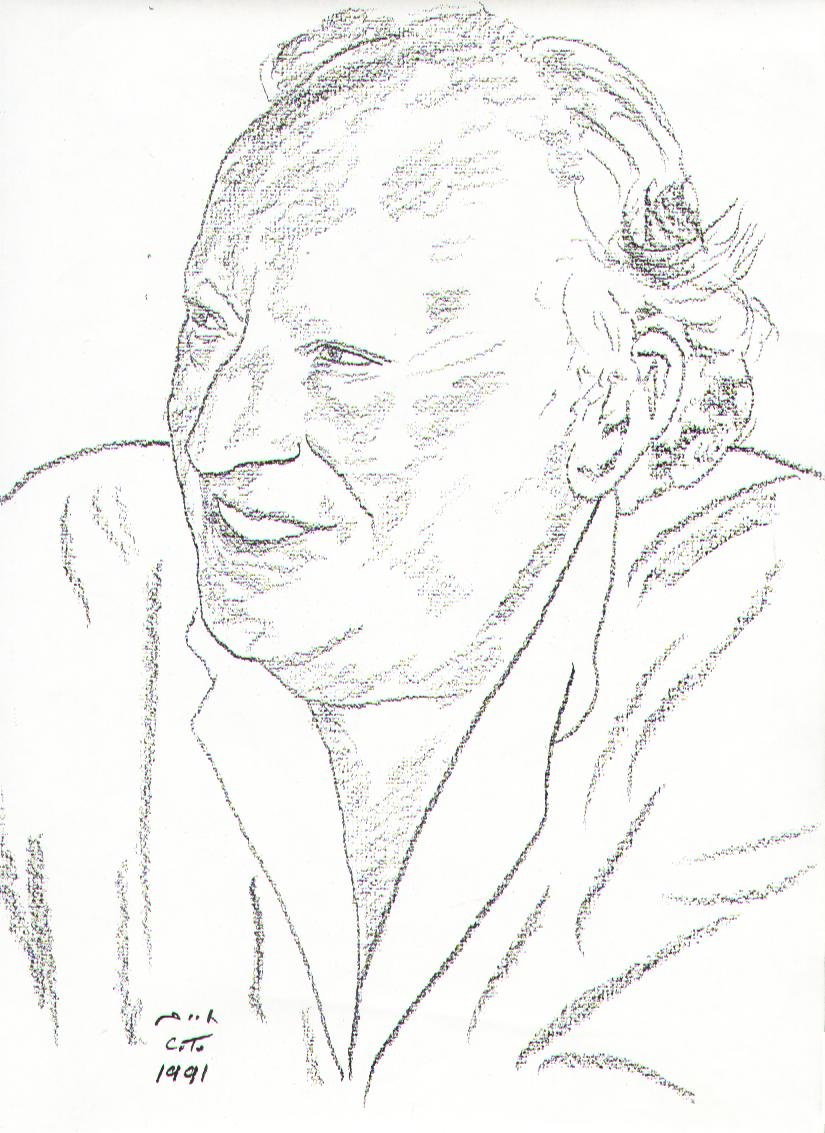
Leon Marcus Uris

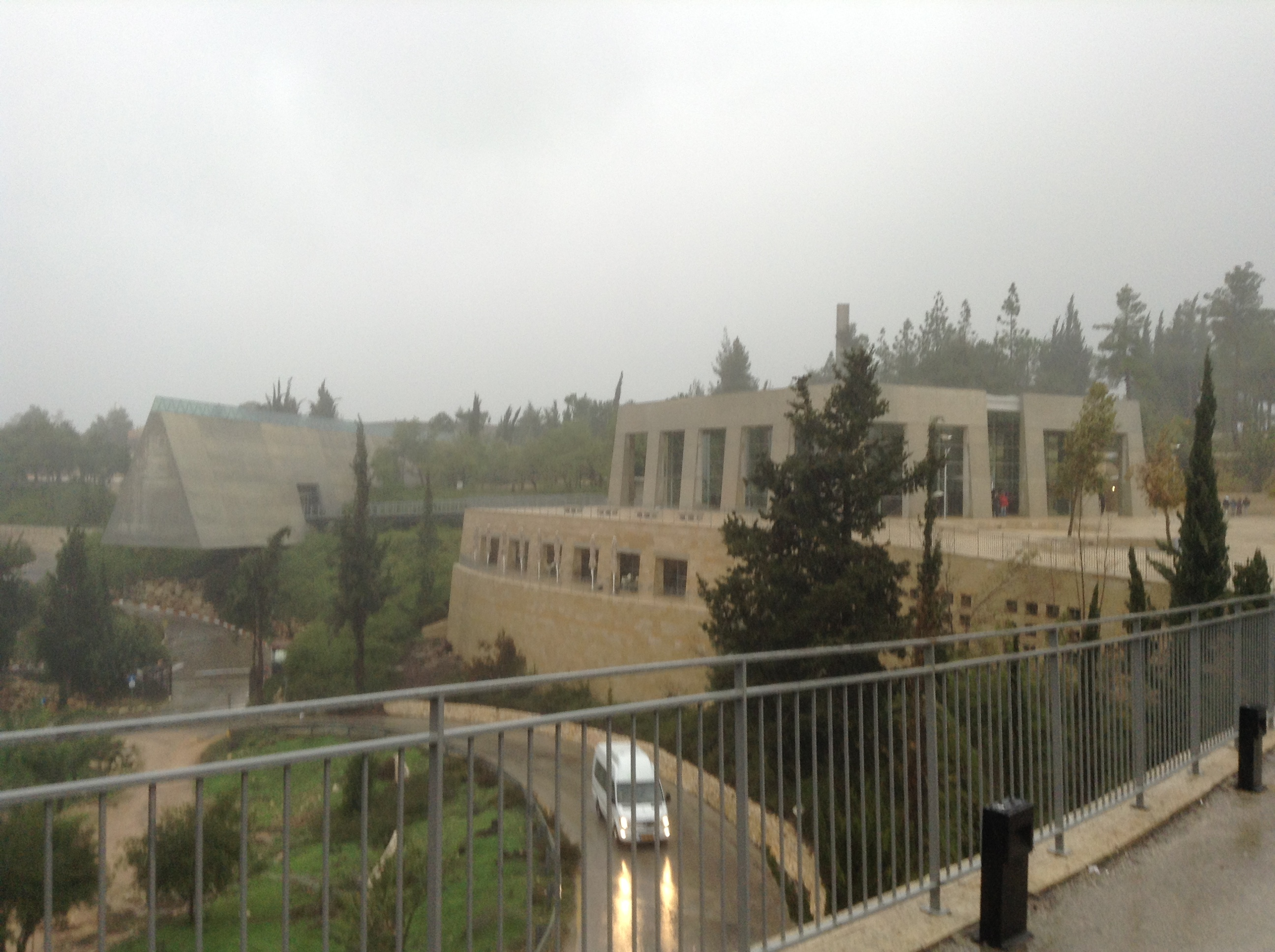
Pohled na Jad Vašem v Jeruzalémě v Izraeli (2014)

Medaile udělovaná Spravedlivým mezi národy

José Arturo Castellanos Contreras (23. prosince 1893, San Vicente, Salvador – 18. června 1977, San Salvador, Salvador) byl vysokým důstojníkem (plukovníkem) generálního štábu ozbrojených sil v Salvadoru  a koncem 30. a v první polovině 40. let 20. století salvadorským diplomatem, který během druhé světové války zachránil několik desítek tisíc židovských životů.  Posmrtně byl prohlášen za Spravedlivého mezi národy.

## Stručný životopis
José Arturo Castellanos Contreras prakticky od ledna roku 1910, kdy vstoupil do Vojenské polytechnické školy (Escuela Politécnica Militar), strávil přes 26 aktivních let v ozbrojených silách Salvadoru, kde nakonec dosáhl hodnosti plukovníka a vysoké důstojnické funkce v generálním štábu.   Později jako generální konzul Salvadoru působil na následujících místech: Liverpool (Anglie) – roky 1937, 1938 (zde ve funkci vojenského zástupce na konzulátu); Hamburk (Německo) – roky 1938, 1939; Ženeva (Švýcarsko) – léta 1941 až 1945. Během druhé světové války zastával ve švýcarské Ženevě (v období od 4. listopadu 1941 do 1. října 1945) funkci generálního konzula pro Salvador. Ve spolupráci s židovsko-maďarským podnikatelem jménem György Mandl pomohl zachránit minimálně 25 tisíc Židů ze středoevropského regionu před nacistickým rasovým pronásledováním a smrtí tím, že poskytl celkem asi 40 tisíc osvědčení o salvadorském občanství (a z toho plynoucí ochranu mezinárodního Červeného kříže) (de facto politický azyl).  V roce 2010 byl prohlášen za Spravedlivého mezi národy.

## Podrobný životopis

### Rodinný původ a kariéra v armádě
José Arturo Castellanos Contreras se narodil v roce 1893 v provinčním městě San Vicente, jeho otcem byl generál Adelino Castellanos a jeho matkou byla Isabel Contreras de Castellanos a měl dva bratry.
V lednu roku 1910 nastoupil jako kadet do Vojenské polytechnické školy (Escuela Politécnica Militar), kterou opustil v roce 1913 jako poddůstojník. V roce 1914 se stal velitelem útvaru dělostřelectva a v roce 1917 byl povýšen na plukovníka a velitele dělostřeleckého pluku. V roce 1921 začal (po dalším kariérním postupu) velet Národní gardě (španělsky: Guardia Nacional) nejprve ve funkci zástupce velitele a v roce 1928 jako velitel. V roce 1930 se vrátil zpět k dělostřelectvu. V roce 1931 se k moci v Salvadoru dostal generál Maximiliano Hernández Martínez, když vojenským pučem svrhl civilní vládu. V roce 1932, kdy se v západním Salvadoru odehrála etnocida, se plukovník Castellanos stal důstojníkem odpovědným za dělostřelectvo v generálním štábu vládních vojenských sil Salvadoru (FAES).  A byl to právě diktátor a stoupenec fašismu Maximiliano Hernández Martínez, který plukovníka Castellanose poslal do Itálie, jenž byla tou dobou fašistickou diktaturou Benita Mussoliniho. Ve 30. letech 20. století studoval plukovník Castellanos v italském Turíně na Vojenském institutu armády (italsky: Istituto di Studi Militari dell'Esercito) a v roce 1936 se stal zástupcem velitele generálního štábu vládních vojenských sil Salvadoru (FAES). 

### Diplomacie
Plukovník Castellanos získal diplomatickou imunitu při nákupu zbraní. Zbrojařská továrna ve švýcarském městě Solothurn byla společným podnikem tvořeným továrnou na nábojnice Hirtenberger (tu zastupoval Fritz Mandl) a firmou Rheinmetall (tu zastupoval zbrojní inženýr – technik zbraní Hans Eltze). Tato společná firma (joint venture) se zabývala exportem rakouských a německých zbraní.  V červnu roku 1937 cestoval plukovník Castellanos do Čech. Dne 25. října 1937 byl Jiřím VI. (králem Spojeného království a britských dominií) akreditován jako generální konzul (a vojenský zástupce) Salvadoru v anglickém městě Liverpoolu. Dne 9. května 1938 byl akreditován Adolfem Hitlerem jako generální konzul Salvadoru v německém přístavním městě Hamburku.   Dne 4. listopadu 1941 se plukovník Castellanos stal v Ženevě generálním konzulem Salvadoru v době, kdy v čele švýcarské federální rady stál (v letech 1928 až 1944) Marcel Pilet-Golaz (1889–1958). Plukovník Castellanos byl znám svým nesouhlasným postojem k fašistickému režimu nejen v Německu, ale i v tehdejším Salvadoru. Viděl, jakému pronásledování jsou vystaven Židé a ještě v Německu se jim snažil nějakým způsobem pomáhat.

### Druhá světová válka
Jeho snaha pomoci se mohla plně rozvinout ale až během jeho působení ve funkci konzula v neutrálním Švýcarsku. Prvním, komu pomohl, byl jeho kamarád (v Transylvánii narozený) maďarský židovský obchodník jménem György Mandl, který znal plukovníka Castellanose z dob svého podnikání. György Mandl byl v Záhřebu zatčen nacisty, ale podařilo se mu uprchnout do Ženevy. György Mandl oslovil plukovníka Castellanose s prosbou, aby mu pomohl vyřešit životně vážnou situaci, do níž se dostal on, jeho rodina i bezpočet jeho židovských souvěrců (lidí vyznávajících stejnou víru). Castellanos ad hoc pomohl Mandlovi hned v několika věcech. Vystavil všem členům jeho rodiny nové doklady totožnosti, tím se jim změnilo občanství (stali se z nich občané Salvadoru), György Mandl se stal mužem s italsky znějícím jménem George Mantello (George Mandel-Mantello) a získal funkci prvního tajemníka salvadorského konzulátu (byl Castellanosův atašé). Následoval krátký hovor s gestapem, během něhož se objasnilo, že došlo k faux pas a na základě salvadorských dokladů nemohou nikoho z rodiny George Mantella (a ani jeho samotného) poslat do Osvětimi. Se souhlasem plukovníka Castellanose začal Mandl (přes zákaz salvadorské vlády vpouštět do země židovské uprchlíky) vystavovat vstupní víza a posléze i celým rodinám osobní průkazy se salvadorským občanstvím.  Obdobné doklady byly pašovány také do Němci obsazených zemí, především však do Francie a Maďarska. Tímto způsobem bylo vydáno přinejmenším 13 tisíc osvědčení o „salvadorském občanství“ a to hlavně „středoevropským“ Židům. V distribuci dokumentů Židům do Maďarska pomohl významnou měrou švýcarský vicekonzul působící na zastupitelství Švýcarska v Budapešti, kterým byl (od roku 1942 až do konce druhé světové války) švýcarský diplomat Carl Lutz (1895–1975). Celkově se odhaduje, že bylo vydáno asi 40 tisíc osvědčení o salvadorské státní příslušnosti. Tato osvědčení o státní příslušnosti sice nemohla být přímo použita k opuštění země (jako by tomu bylo u cestovních pasů), ale tento typ dokladů poskytoval jejich nositelům právo žádat o ochranu u Mezinárodního červeného kříže nebo případně u švýcarského konzula v Budapešti. Takovéto záruky ve skutečnosti zachránily desítky tisíc „Salvadořanů“ bulharské, české, slovenské, maďarské, polské a rumunské národnosti ze spárů nacistické smrticí mašinérie. Teprve v průběhu roku 1944 směl Castellanos začít vydávat určitý počet víz legálně, tedy se svolením salvadorské vlády. Celkem se odhaduje, že výše popsaným způsobem bylo zachráněno minimálně 25 tisíc Židů.  

### Osobní život
Plukovník Castellanos se oženil ve Švýcarsku s Marií Schürmannovou (Maria Schürmann byla původem ze Švýcarska.) a měl s ní dceru (Frieda de Garcia) a dva syny (Paul Andree, José Arturo Castellanos mladší). Po druhé světové válce vedl klidný a nenápadný život aniž by se více kde angažoval. Zemřel v roce 1977. Jeho přítel George Mandel-Mantello zemřel v roce 1992. Měl syna jménem Enrico Mandel-Mantello.

## Ocenění
Činnost a úsilí plukovníka Castellanose při záchraně Židů ze střední Evropy zaregistrovalo, zdokumentovalo a uznalo v různých dobách hned několik organizací, například Anti-Defamation League (ADL) (v překladu: Liga proti hanobení), American Jewish Committee (AJC)  a skupina Víza pro život (group Visas For Life).
- O své roli zachránce během druhé světové války plukovník Castellanos sotva kdy hovořil. Americký spisovatel Leon Marcus Uris vystopoval bývalého diplomata v roce 1972 a Castellanos mu poskytl v roce 1976 krátké rozhlasové interview. Přesto zůstal Castellanos i nadále mimo pozornost medií. Na otázku proč o svojí činnosti za druhé světové války ve Švýcarsku nikdy ani v rodině nehovořil uvedl, že to pro něj nebylo nic hrdinského a že na jeho místě by každý jiný udělal totéž.[9]

- V roce 1995 americký prezident Bill Clinton, v dopise adresovaném Lize proti hanobení (Anti-Defamation League), vzdal hold plukovníkovi Castellanosovi a dalším členům tehdejšího salvadorského diplomatického sboru za jejich úsilí věnované záchraně tisíců osob před nacistickou vyhlazovací mašinérií.

- V roce 1999 ocenila městská rada Jeruzaléma vnučku plukovníka Castellanose při příležitosti slavnostního otevření ulice pojmenované El Salvador Street (německy: El-Salvador-Straße) v sousedství městské čtvrti Giv'at Masu'a (v překladu: Vrch strážných světel) v jihozápadní části Jeruzaléma.

- Izraelské ministerstvo zahraničí spolu s židovskou komunitou v Salvadoru požádaly organizaci "Holocaust Martyrs' and Heroes' Remembrance Authority" (Památník mučedníků a hrdinů holocaustu) o vyjádření a v roce 2010 byl Institutem Jad Vašem uznán plukovník José Arturo Castellanos Contreras za Spravedlivého mezi národy.[10]

- Jeho jméno se také objevilo v seznamu udržovaném nadací Raoula Wallenberga jako jeden z diplomatů, kteří se podíleli na záchraně Židů za druhé světové války.[8]